# Mátéfalva
Mátéfalva (románul: Mateiaș) falu Romániában, Erdélyben, Brassó megyében.

## Fekvése
Az Olt bal partján fekvő település.

## Története
Az Olt egy kanyarjában fekvő település nevét 1637-ben poss. Mathefalva néven említette először oklevél. További névváltozatai: 1733-ban 1750-ben Matefalva, 1760–1762 között Mátéfalva, 1808-ban Mátéfalva, Mathesdorf, 1861-ben Mathéfalva, Matesdorf, 1888-ban Mátéfalva, 1913-ban Mátéfalva.
A trianoni békeszerződés előtt a halmi járáshoz tartozott 676 lakossal, melyből 659 román volt.

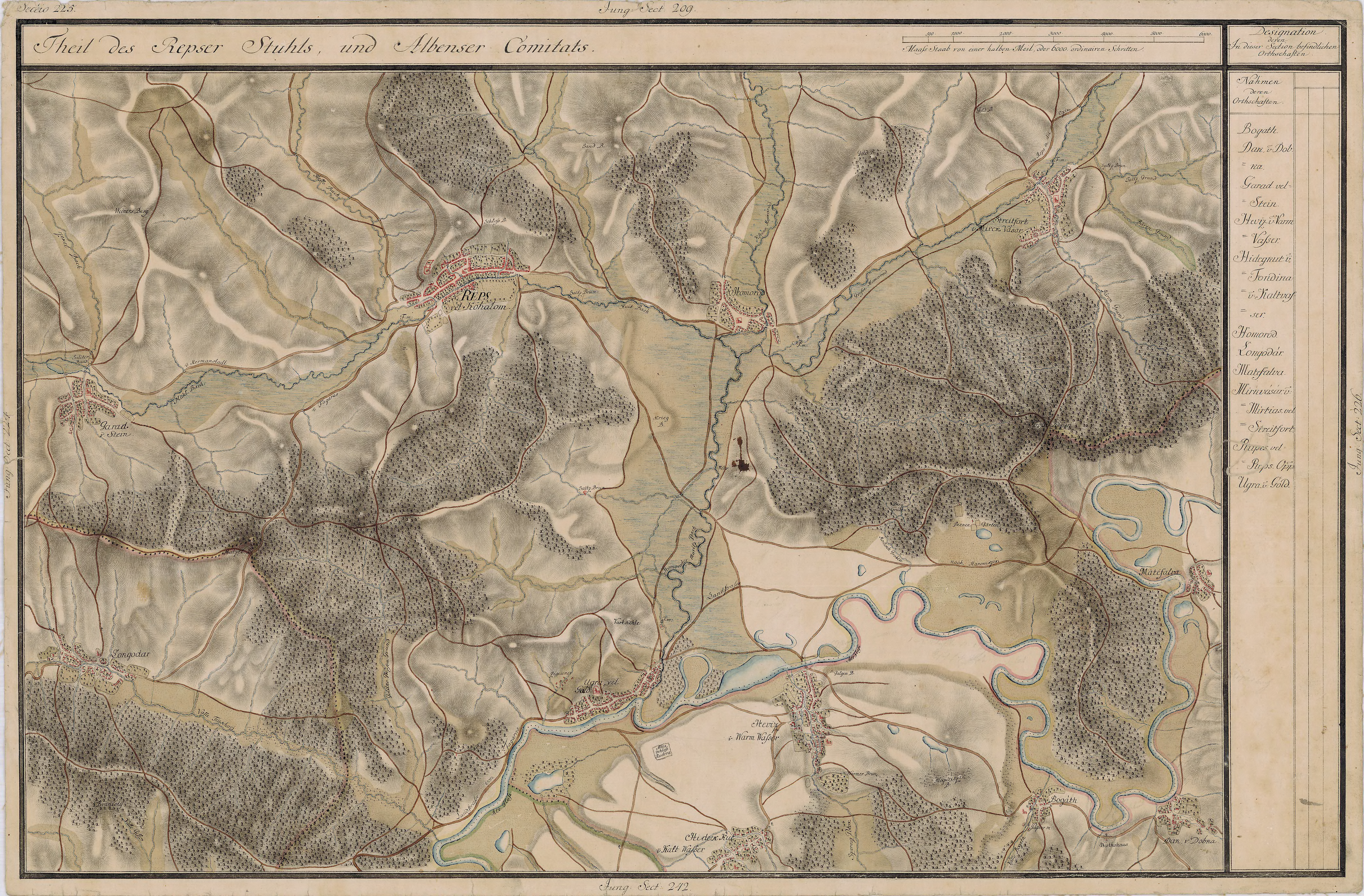
Mátéfalva egy régi térképen

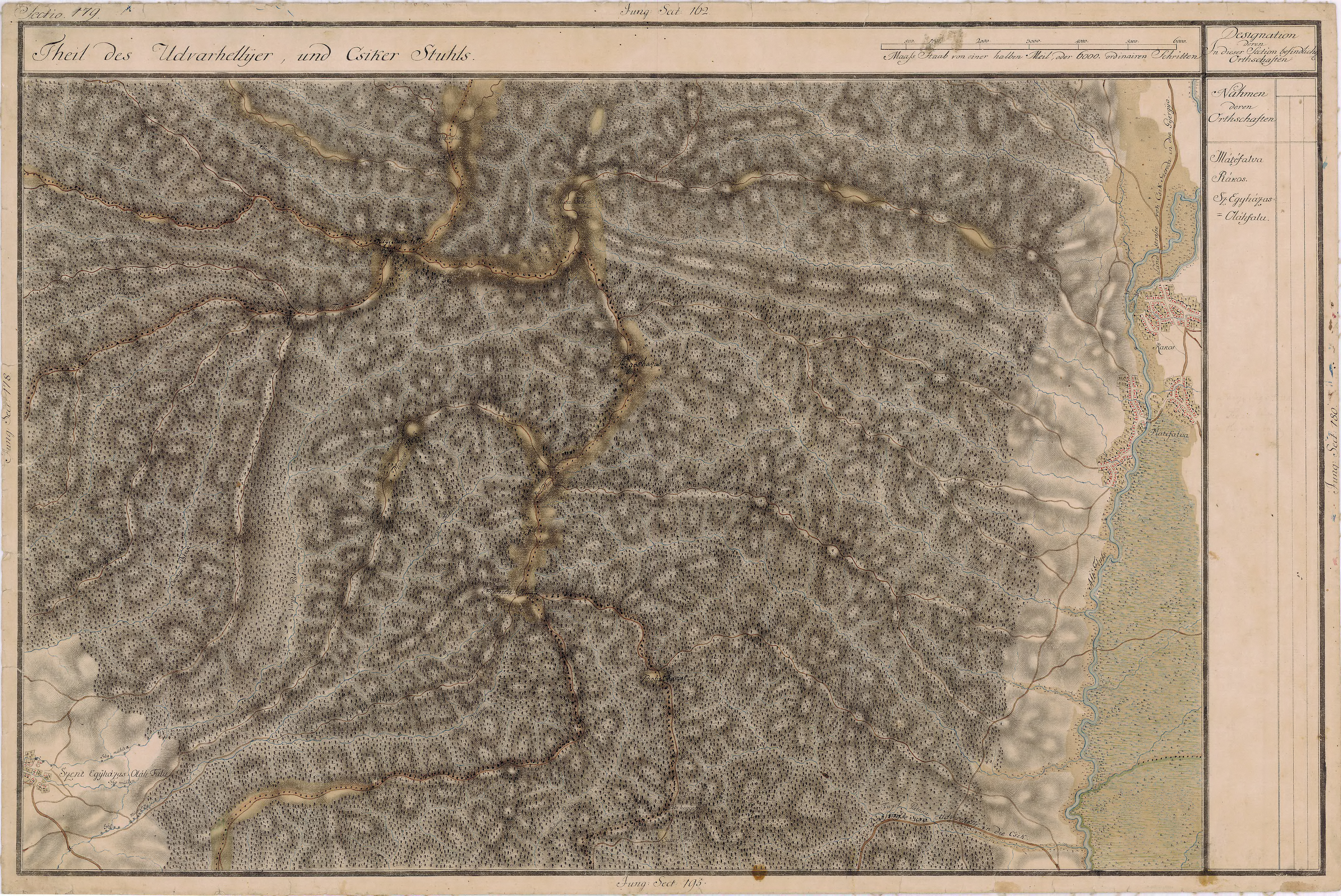
Mátéfalva és Rákos a régi térképen